# Villandraut
Villandraut is een gemeente in het Franse departement Gironde (regio Nouvelle-Aquitaine). De plaats maakt deel uit van het arrondissement Langon. Villandraut telde op 1 januari 2022 1.140 inwoners.

## Geografie
De oppervlakte van Villandraut bedroeg op 1 januari 2022 12,58 vierkante kilometer; de bevolkingsdichtheid was toen 90,6 inwoners per km².

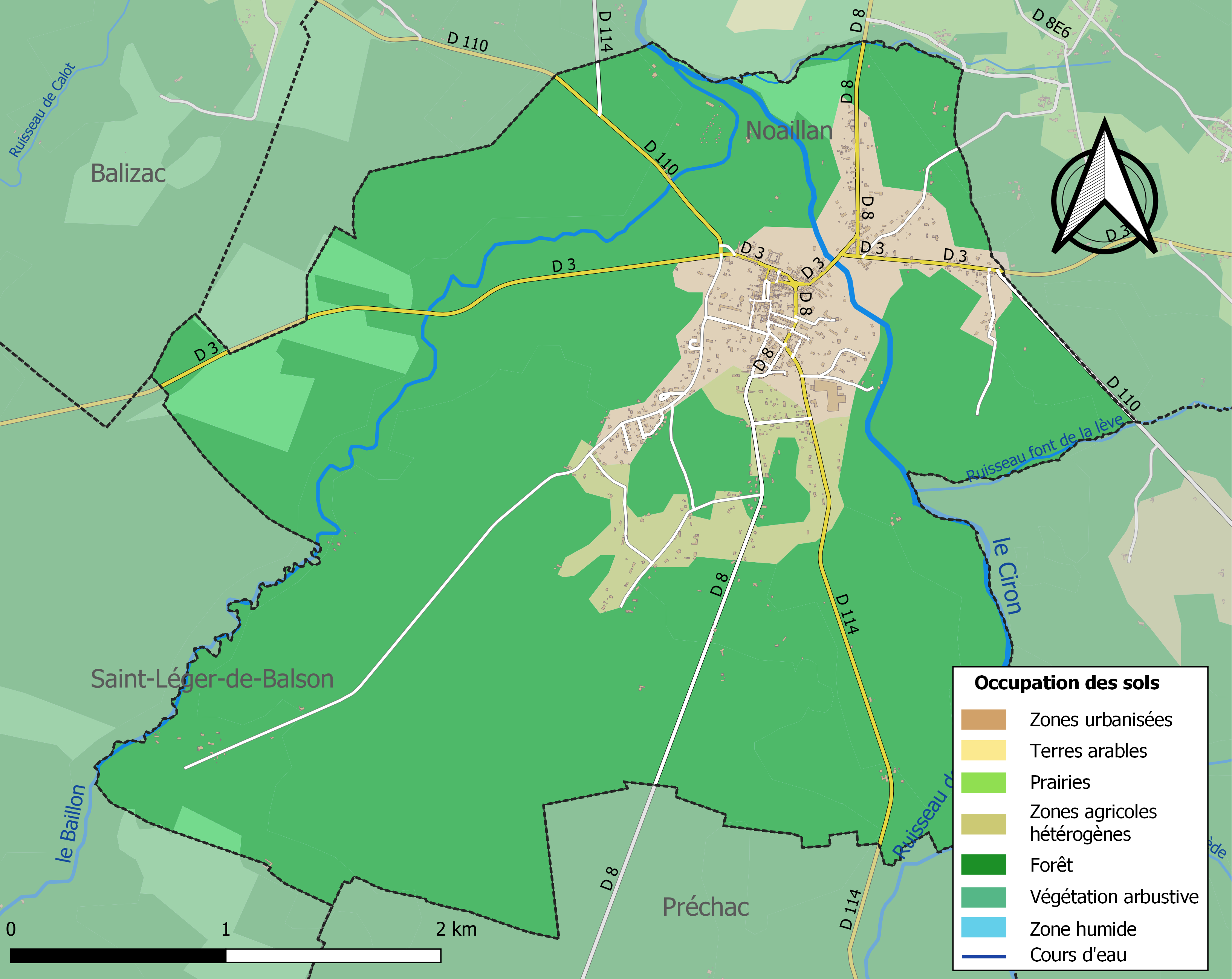
Kaart van de gemeente met belangrijkste infrastructuur, bodemgebruik en omliggende gemeenten

## Demografie
Onderstaande figuur toont het verloop van het inwonertal (bron: INSEE-tellingen).

## Geboren
- Paus Clemens V (±1264-1314), geboren als Bertrand de Gouth

## Afbeeldingen

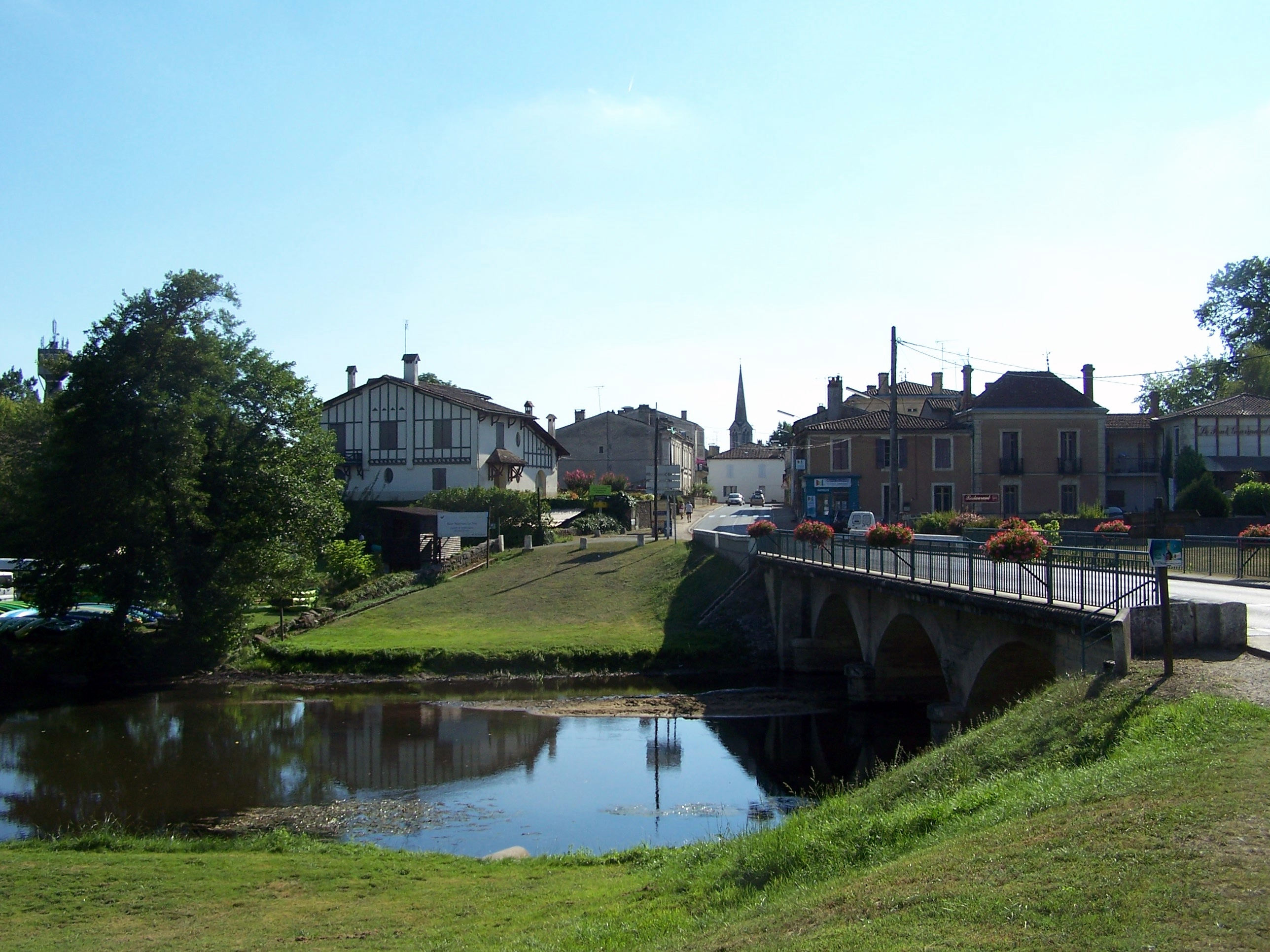
Ingang met brug over de Ciron
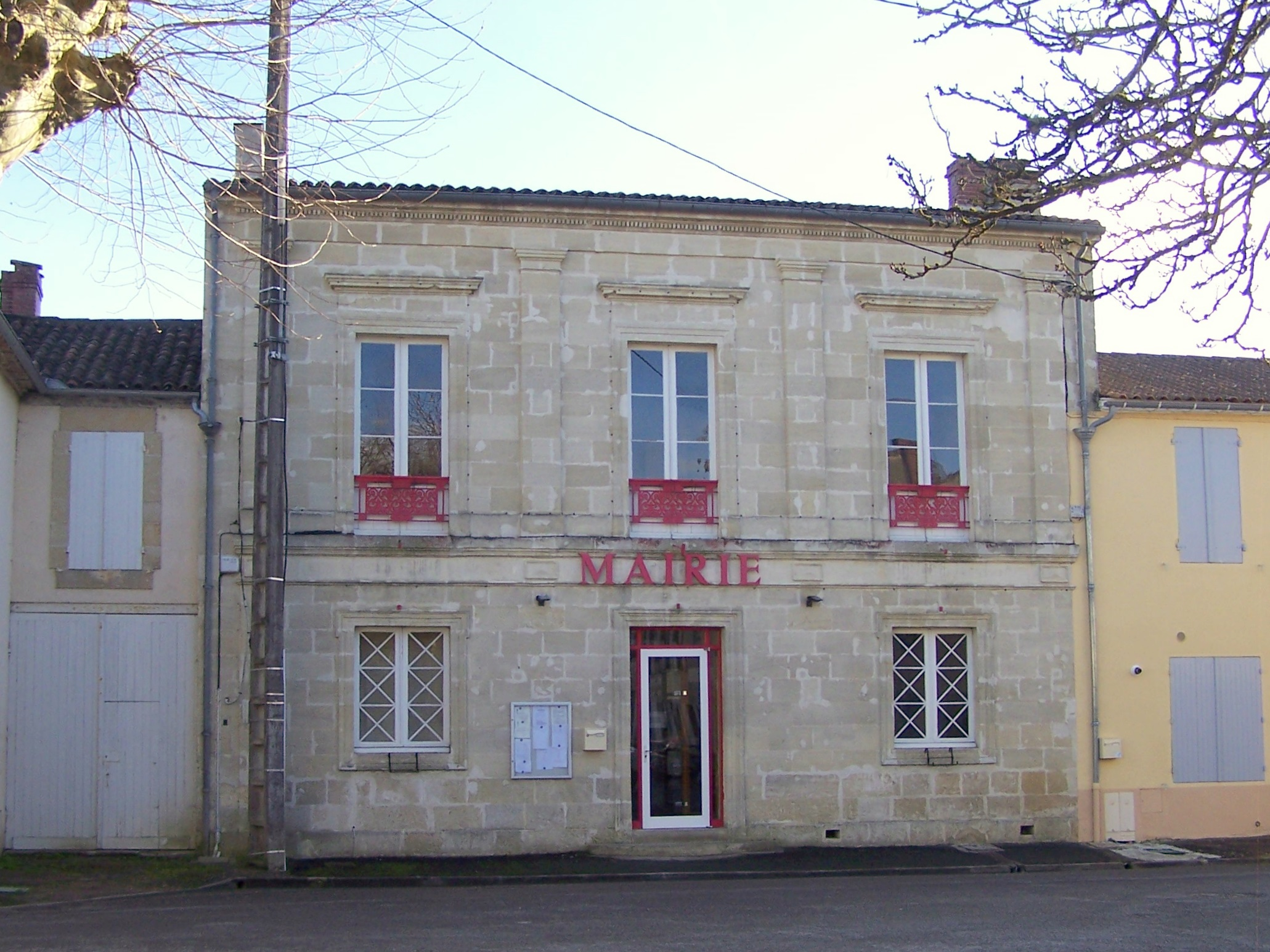
Gemeentehuis
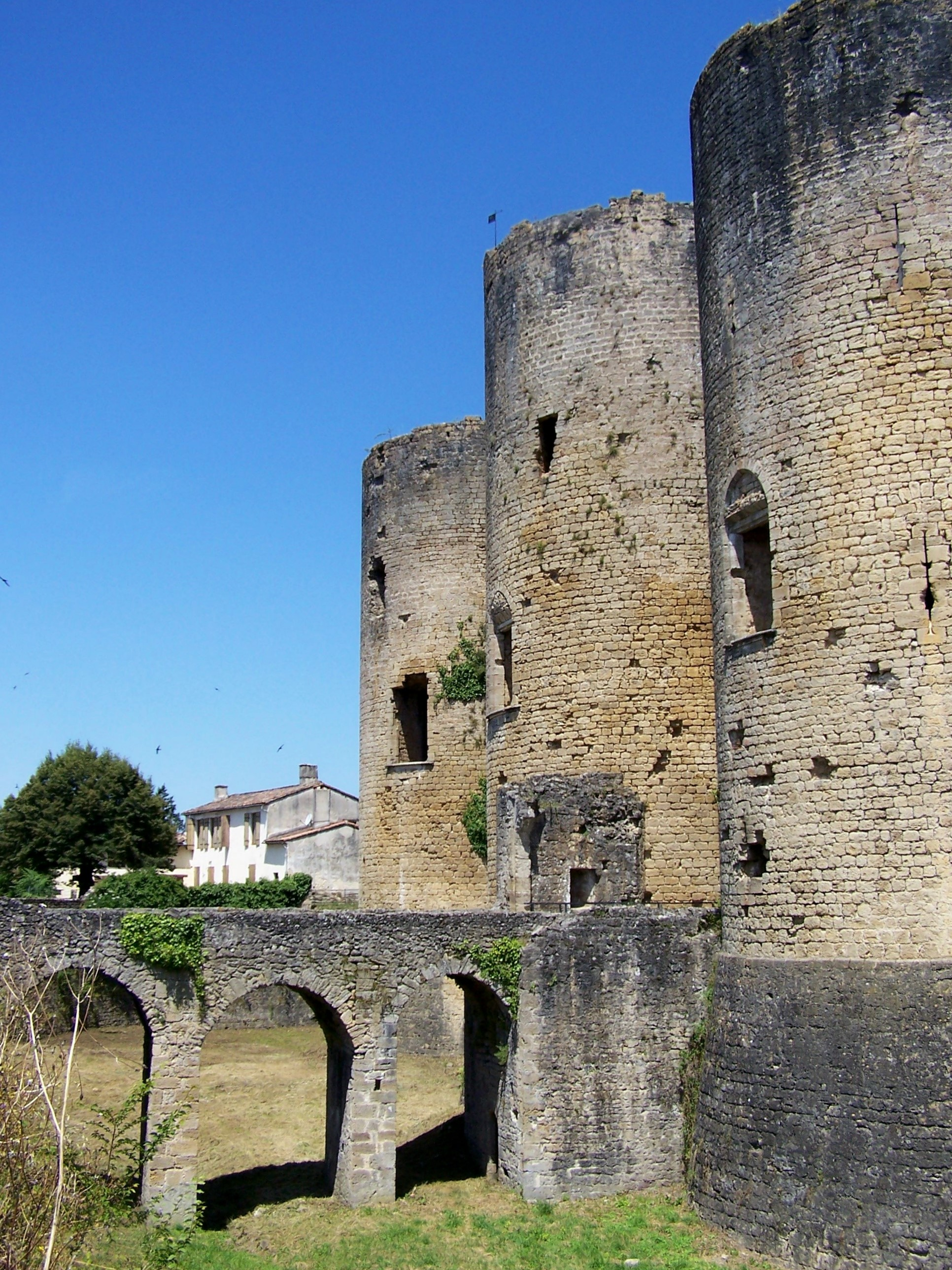
Château de Villandraut